# Schenkia kasparyani
Schenkia kasparyani är en stekelart som beskrevs av Jonaitis 1979. Schenkia kasparyani ingår i släktet Schenkia och familjen brokparasitsteklar. Inga underarter finns listade i Catalogue of Life.